# Wordfast
Wordfastは翻訳メモリソフトの開発・販売会社である。Wordfastはマルチプラットホームで動作するTMソリューションで、フリーの翻訳者を始めとする、外国語関連の業務従事者や、多国籍企業のために開発されている。

## 歴史
Wordfastはフランスのパリで1999年にイブ・シャンポリオンによって設立された。シャンポリオンは翻訳業界、特にローカリゼーション分野でフリーランスの翻訳者、プロジェクト・マネージャー、コンサルタントとして25年以上の経験を持ち、ロゼッタ・ストーンを解読したエジプト学者ジャン・フランソワ・シャンポリオンの傍系の子孫にあたる。
1999年、シャンポリオンは最初のWordfastソフトを開発した。このソフトはMicrosoft Word 97以上の内部で動作する一連のマクロであり、その点でTrados、DéjàVu、MemoQなどの競合製品と異なっている。2002年末まで、（現在ではWordfast Classicとして知られている）このMS Wordベースのツールはフリーウェアであった。口コミでWordfastの使用は広まり、翻訳者の間で2番目に多く使われるTMソフトにまで成長した。
2009年1月、WordfastはWordfast Translation Studioをリリース。この製品は従来のWordfast Classicに加えてWordfast Professionalという、スタンドアロンのJavaベースのTMツールを備えていた。

## 製品一覧
WordfastはWordfast Translation Studioを提供している。WFTSライセンスでユーザーが利用できる製品は以下のとおり。
Wordfast Classic
最初に開発されたMSワードベースのTMツール。
Wordfast Pro
スタンドアロン、マルチプラットホーム（Windows、Mac、Linux）で動作するTMツール。複数のファイル形式に対応したフィルタと連動し、基礎的なフリーランスレベルの一括分析を実行する。（20ファイルまで処理可能）。
PlusTools
1セットとして動作する無償ツール。WFCを使用する翻訳者がより複雑な機能を実行するときに使用する。テキスト抽出や整合作業などを実行。
VLTM プロジェクト（大容量翻訳メモリ）
ユーザーは大容量の共有TMを利用してコンテンツの精度を高められるほか、個人としてワークグループを立ち上げて、共同制作している翻訳者同士でTMを共有できる。
その他の製品は以下のとおり。
Wordfast Pro Plus
Wordfast Proに組み込めるプラグイン（オプション）。無制限でバッチ処理、複数のファイル間で頻出するセグメントの抽出、TM管理の自動化などが可能。
WF Server
セキュアTMサーバーのアプリケーション。リアルタイムでTMを世界中どこでも翻訳者同士で共有できる。
Wordfast Anywhere ベータ版*
ブラウザベースのTMツール。翻訳者はTMを一元管理されたサーバー内にあるパスワードで保護された個人用領域内に蓄積できる。プロジェクトでWordfastを利用するユーザーが、ブラウザを利用できる環境であればどこでも作業できるように設計されている。

## 対応しているファイル形式
Wordfast Classicが対応しているファイル形式は以下のとおり。Microsoft Wordが読める文書形式すべて。プレーンテキストファイル、Word文書（.DOC）、Microsoft Excel（.XLS）、PowerPoint（.PPT）、リッチテキスト（.RTF）、RTFとHTMLなどのタグ付き文書。オープンドキュメント形式文書には直接には対応していない（現行のMicrosoft Wordのバージョンにはオープンドキュメント形式文書からのインポートフィルタがないため）。
Wordfast ProはWord文書 （.DOC）、Microsoft Excel （.XLS）、PowerPoint （.PPT）、HTML、XML、ASP、JSP、JavaとInDesign （.INX）に対応している。

## 対応している翻訳メモリとグロッサリの形式
Wordfast ClassicとWordfast Proの翻訳メモリはシンプルなタブで区切られたテキストファイルで、テキストエディタで開いて編集可能。WordfastはTMXファイルのインポート/エクスポートによって他の大手ベンダーによる商用翻訳ツールのメモリとの互換性を備えている。
一つのTMに格納できるセグメント数は最大で100万。翻訳メモリとグロッサリは反転できるため、瞬時に原発言語と目標言語の反転が可能。
WordfastはサーバーベースのTMにも対応し、「機械翻訳」ツールからもデータを検索できる。（オンラインのGoogle Translate toolなど）。
Wordfastのグロッサリ形式はシンプルなタブで区切られたテキストファイルである。この他、Wordfast ProはTBXファイルのインポートも可能。
グロッサリ内に格納できるレコード数は25万。ただし一回の検索で表示できるのは3万2000行までである。

## マニュアルおよびサポート体制
Wordfast Classicの機能を網羅したユーザーマニュアルはWordfastウェブサイトからダウンロードできる。学習モジュールに加えてオンライン学習ビデオが無償で公開されている。
Wordfast Proについてはオンライン・サポートページとビデオ・チュートリアルがWordfastウェブサイトに掲載されている。
Wordfastはライセンスを購入したユーザーに1年間無償のサポートを提供している。この期間終了後のサポートは有償で利用可。

## 批評
Wordfast 6はバグが報告されている。